# Малахов бор
Малахов бор — ландшафтный памятник природы регионального значения, расположенный в междуречье реки Кокшеньги и Тарноги на территории Тарногского района Вологодской области, рядом с селом Тарногский Городок. Природная ценность памятника заключается в сосновом бору, живописности пейзажей и возможности регламентированной рекреационной нагрузки. На его территории находятся редкие виды растений.

## История создания
Памятник природы Урочище «Малахов бор» общей площадью 185 га был выделен в соответствии с Решением Вологодского областного совета народных депутатов от 16.08.1978 № 498 «О мерах по усилению охраны ценных природных объектов».
На основании Постановления правительства Вологодской области от 23.09.2009 № 421 было утверждено положение об особо охраняемых природных территориях областного значения Тарногского муниципального района Вологодской области.

## Расположение и геология
Памятник природы Урочище «Малахов бор» разместился на возвышенном плато в междуречье рек Малаховка, Тарнога и Кокшеньга. Ландшафт сформирован в этой местности благодаря широкой деятельности приледниковых и послеледниковых вод. Когда уровень воды в местных водоемах снизился были образованы песчаные террасированные равнины, на одной из таких и находится данный памятник природы.
К границам памятника природы относятся два квартала Тарногского лесхоза Шебеньгского лесничества: 23-й квартал на надпойменных террасах на левом берегу реки Кокшеньги и ее притока реки Тарноги, а также 25-й квартал на правом берегу реки Тарноги, что в 2,5 километрах от ее устья.
Территория памятника, помимо природоохранной, имеет и очень важную археологическую ценность. Специалистами в этой местности были обнаружены артефакты стоянок древних людей.

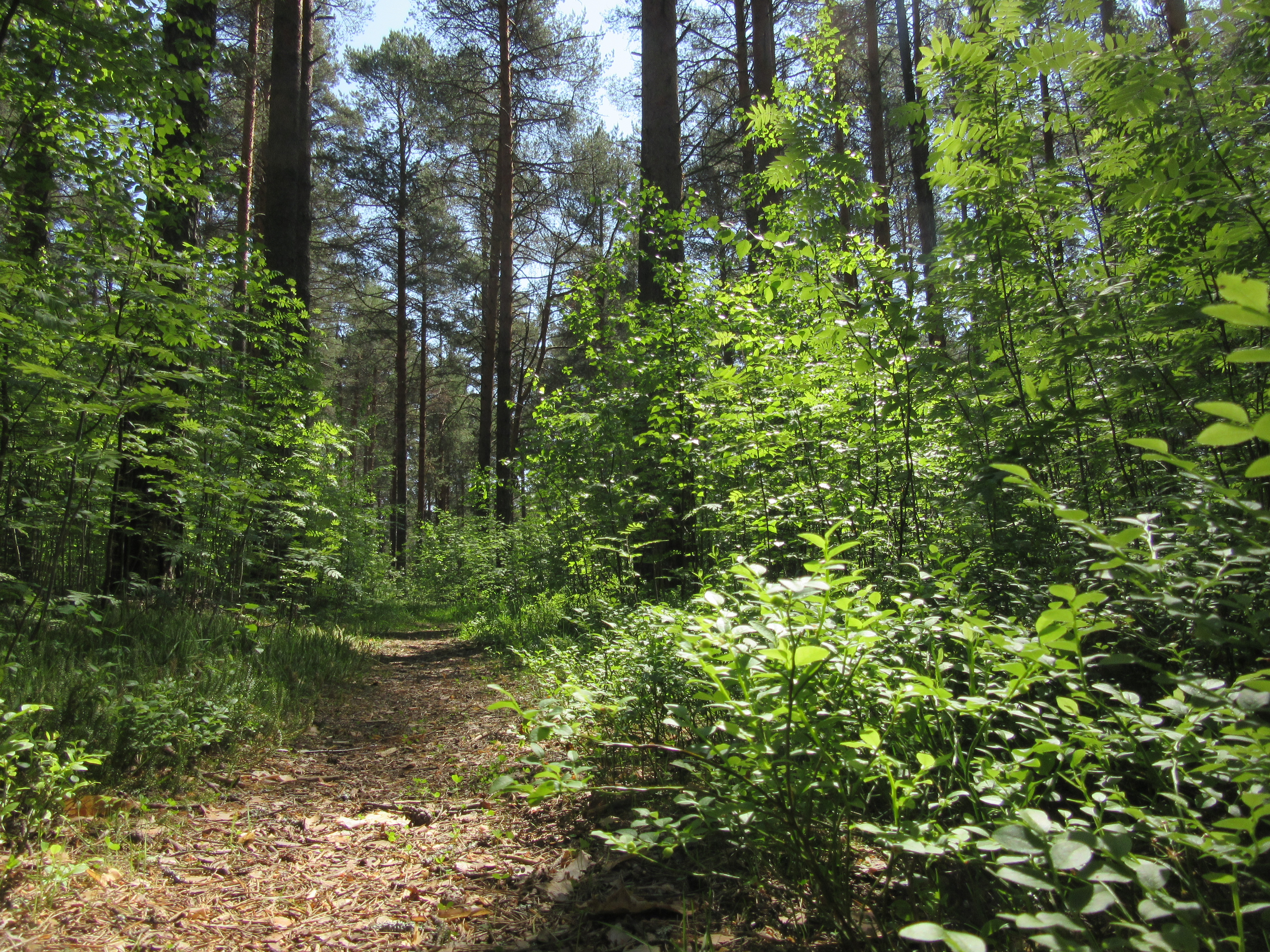
Лес

## Флора
Среди растительности урочище в основном преобладают высокобонитетные сосняки, которые представлены тремя типами: зеленомошным, лишайниковым и сфагновым. Возраст деревьев достигает 100 и более лет.
Около 70 видами растений представлена местная флора, 16 из них относятся ко мхам и лишайникам. Из редких видов растений для Вологодской области встречаются: гудайера ползучая, плаун булавовидный, из Красной книги Вологодской области — зимолюбка зонтичная.

## Охрана
Задачей выделения памятника природы является сохранение типичных природных биогеокомплексов Нижне-Сухонского ландшафтного района плоских и волнистых, моренных и озерно-ледниковых равнин, а также охрана высокобонитетных сосняков и местонахождений редких представителей флоры.
Жизнедеятельность человека негативно влияет на экологическую среду памятника Малахов бор. Благодаря инициативе местных общественников и экологов, на территории урочища постоянно организуются и проводятся экологические акции по очистке леса от мусора.
Охрану памятника осуществляет департамент природных ресурсов и охраны окружающей среды Вологодской области.

## Документы
Постановление Правительства Вологодской области от 23.09.2009 г. № 1421 г. Вологда. «Об утверждении положений об особо охраняемых природных территориях областного значения Тарногского муниципального района Вологодской области".